# Judô no World Combat Games de 2013
O Judô no World Combat Games de 2013 foi um evento do World Combat Games de 2013 que aconteceu nos dias 19 e 20 de Outubro de 2013, no Saint Petersburg Sports and Concert Complex Hall 1.
O evento teve como embaixador o atleta italiano Ezio Gamba, campeão olímpico em 1980, e como treinador, ajudou a seleção russa a conquistar 5 medalhas nos Jogos Olímpicos de 2012, sendo 3 de ouro.
A disputa do evento ocorreu nos moldes do Mundial por Equipes, realizado no mês de setembro de 2013, no Rio de Janeiro.

## Equipes Participantes

### Masculino
| - Brasil - França - Geórgia - Alemanha | - Japão - Mongólia - Rússia - Uzbequistão |

### Feminino
| - Brasil - China - Cuba - França | - Japão - Cazaquistão - Mongólia - Rússia |

## Quadro de Medalhas
Legenda
| Ordem | País     | Medalha de ouro | Medalha de prata | Medalha de bronze | Total |
| ----- | -------- | --------------- | ---------------- | ----------------- | ----- |
| 1     | Japão    | 2               | 0                | 0                 | 2     |
| 2     | Brasil   | 0               | 1                | 1                 | 2     |
| 2     | Mongólia | 0               | 1                | 1                 | 2     |
| 3     | Cuba     | 0               | 0                | 1                 | 1     |
| 3     | Rússia   | 0               | 0                | 1                 | 1     |
| Total | Total    | 2               | 2                | 4                 | 8     |

## Medalhistas

### Masculino
| Evento | Ouro | Prata | Bronze |
| ------ | --- | --- | --- |
| 74 kg  | Japão · 73 kg Yasuhiro Ebi · 66 kg Shogo Maeno · +90 kg Masaru Momose · 73 kg Ryo Saito · 81 kg Yuya Yoshida | Mongólia 66 kg Battsetsegiin Batgerel 90 kg Bunddorjin Janchivdorj 81 kg Gany Tuvshinjargal 73 kg Ganbaataryn Odbayar +90 kg Namsraijavyn Batsuuri | Brasil · Charles Chibana · Eduardo Katsuhiro · Victor Penalber · Eduardo Bettoni · Rafael Silva                                  |
| 74 kg  | Japão · 73 kg Yasuhiro Ebi · 66 kg Shogo Maeno · +90 kg Masaru Momose · 73 kg Ryo Saito · 81 kg Yuya Yoshida | Mongólia 66 kg Battsetsegiin Batgerel 90 kg Bunddorjin Janchivdorj 81 kg Gany Tuvshinjargal 73 kg Ganbaataryn Odbayar +90 kg Namsraijavyn Batsuuri | Rússia · 73 kg Denis Iartcev · 81 kg Sirazhudin Magomedov · 90 kg Iurii Panasenkov · 66 kg Mikhail Pulyaev · +90 kg Renat Saidov |

### Feminino
| Evento | Ouro                                                                                      | Prata                                                                                                  | Bronze |
| ------ | ----------------------------------------------------------------------------------------- | --- | --- |
| 74 kg  | Japão · Natsumi Gomi · Megumi Ishikawa · Natsumi Katagiri · Yuka Osumi · Nodoka Shiraishi | Brasil · Érika Miranda · Rafaela Silva · Ana Carla Grincevicus · Maria Portela · Maria Suelen Altheman | Cuba · Yanet Bermoy · Onix Cortés · Anailys Dorvigny · Maricet Espinosa · Idalys Ortiz                                              |
| 74 kg  | Japão · Natsumi Gomi · Megumi Ishikawa · Natsumi Katagiri · Yuka Osumi · Nodoka Shiraishi | Brasil · Érika Miranda · Rafaela Silva · Ana Carla Grincevicus · Maria Portela · Maria Suelen Altheman | Mongólia Battulgyn Mönkhtuyaa Dorjsürengiin Sumiyaa Mönkhbatyn Urantsetseg Tsend-Ayuushiin Naranjargal Tsend-Ayuushiin Tserennadmid |